# Krzysztof Szmyt
Krzysztof Szmyt – polski śpiewak operowy (tenor) i pedagog.

## Życiorys
Absolwent Akademii Muzycznej im. Fryderyka Chopina (klasa Marii Halfter). W 1982 został solistą Teatru Wielkiego w Warszawie, Od 2001 pedagog na Uniwersytecie Muzycznym Fryderyka Chopina. W 2023 otrzymał tytuł profesora sztuk muzycznych.
Brał udział w nagraniach dwóch płyt nagrodzonych Nagrodą Muzyczną Fryderyk (Jasnogórska muzyka dawna. Musica Claromontana vol. 13: Album Roku Muzyka Dawna 2006, Jasnogórska Muzyka Dawna Vol. 14 / Ciemne jutrznie: Album Roku Muzyka Dawna i Barokowa 2008) oraz w sześciu nominowanych do tej nagrody (Vanitas vanitatum: Muzyka Dawna 1999, Stanisław Moniuszko – Kanony: Muzyka Wokalna 2000, Alessandro Scarlatti – S. Casimiro – Ré di Polonia: Muzyka Dawna 2000, Jacopo Peri – L’Euridice: Album Roku Muzyka Dawna 2001, Franciszek Schubert – Piękna Młynarka: Album Roku Muzyka Wokalna 2002, Kaspar Förster jr.: Mistrzowie i uczeń: Album Roku Muzyka Dawna i Barokowa 2009).